# بوجیوکو
بوجیوکو (به لهستانی:  Budziejewko) یک روستا در لهستان است که در گمینا میشچیسکو واقع شده‌است.